# هاینتس ونگلر
هاینتس ونگلر (انگلیسی: Heinz Wengler; ۲۷ سپتامبر ۱۹۱۲ – ۱ اکتبر ۱۹۴۲) دوچرخه‌سوار اهل آلمان بود.